# Mervyn Johns
David Mervyn Johns (Pembroke, Gales, 18 de febrero de 1899 - Northwood, 6 de septiembre de 1992), conocido como  Mervyn Johns, fue un actor británico de cine y de televisión que se convirtió en una inesperada estrella de películas británicas durante la Segunda Guerra Mundial, y pasó a ser una de las estrellas de los Estudios Ealing. 
Entre sus docenas de sus apariciones cinematográficas destaca su papel como Walter Craig en Al morir la noche (1945), dirigida por Alberto Cavalcanti, Charles Crichton, Basil Dearden y Robert Hamer; su destacada intervención en la película Went the Day Well? (1942), un thriller bélico de Alberto Cavalcanti; su conocido papel en Cuento de Navidad (1951), de Brian Desmond Hurst, una adaptación de la novela de Charles Dickens. También apareció en series de televisión como Los vengadores. 
Se casó dos veces: con la pianista Alicia Steele, con quien tuvo una hija: la actriz Glynis Johns, nacida en Sudáfrica, y con quien apareció en El centro de rehabilitación (1944), y con la actriz Diana Churchill.
Un popular malentendido sobre Mervyn Johns es que él fue el hermano mayor del actor Stratford Johns, aunque no estaban relacionados.

## Cine
- Foreign Affaires (Relaciones exteriores) (1935)
- In the Soup (1936)
- Jamaica Inn  (1939) .... Thomas, del grupo de Sir Humphrey
- Convoy, dir. Pen Tennyson (1940).
- The Girl in the News (Su nombre en los periódicos), dir. Carol Reed (1940).
- Saloon Bar, dir. Walter Forde (1940). .... Charlie Wickers
- Went the Day Well? (1942) .... Charlie Sims, el vigilante de la iglesia
- The Foreman Went to France, dir. Charles Frend (1942). .... funcionario en el departamento de pasaportes (no acreditado)
- The Next of Kin, dir. Thorold Dickinson (1942). .... Sr. Davis
- San Demetrio London (1943), dir. Charles Frend y Robert Hamer (no acreditado) .... John Boyle
- My Learned Friend, dir. Basil Dearden y Will Hay (1943). .... Grimshaw
- The Bells Go Down, dir. Basil Dearden (1943) .... Sam
- The Halfway House (1944), dir. Basil Dearden y Alberto Cavalcanti (no acreditado) .... Rhys
- Twilight Hour, dir. Paul L. Stein (1945) .... Mayor John Roberts
- Al morir la noche (1945) .... Walter Craig
- Pink String and Sealing Wax, dir. Robert Hamer (1945) .... Edward Sutton
- The Captive Heart, dir. Basil Dearden (1946) .... Soldado Evans
- They Knew Mr. Knight, dir. Norman Walker (1946) .... Tom Blake
- Captain Boycott, dir. Frank Launder (1947) .... Watty Connell
- Counterblast, dir. Paul L. Stein (1948) .... Doctor Bruckner, la bestia de Ravensbruck
- Easy Money, dir. Bernard Knowles (1948) .... Herbert Atkins, episodio "The Atkins Story"
- Edward, mi hijo, dir. George Cukor (1949) .... Harry Sempkin
- Helter Skelter, dir. Ralph Thomas (1949) .... Ernest Bennett
- Diamond City, dir. David MacDonald (1949) .... Hart
- Scrooge (1951) .... Bob Cratchit
- The Magic Box, dir. Roy Boulting (1951) .... Goitz
- El señor de Ballantry, dir. William Keighley (1953) .... MacKellar
- Romeo and Juliet, dir. Renato Castellani (1954) .... Fray Laurence
- Moby Dick (1956) .... Peleg
- 1984 (1956) .... Jones
- Doctor at Large, dir. Ralph Thomas (1957) .... Smith
- The Vicious Circle, dir. Gerald Thomas (1957) .... Dr. George Kimber
- The Surgeon's Knife, dir. Gordon Parry (1957)
- The Devil's Disciple (El discípulo del diablo), dir. Guy Hamilton y Alexander Mackendrick (no acreditado) (1959) .... Reverendo Maindeck Parshotter
- Tres vidas errantes (1960) .... Jack Patchogue, alcalde of Cawndilla
- Never Let Go, dir. John Guillermin (1960) .... Alfie Barnes
- No Love for Johnnie, dir. Ralph Thomas(1961) .... Charlie Young
- The Rebel (El rebelde), dir. Robert Day (1961) .... Gerente de la Art Gallery, Londres
- Francis of Assisi, dir. Michael Curtiz (1961) .... Hermano Junípero
- The Day of the Triffids (1962) .... Sr. Coker
- The Victors (1963) .... Denis
- The Old Dark House, dir. William Castle (1963) .... Potiphar Femm
- 80,000 Suspects, dir. Val Guest (1963) .... Buckridge
- 55 días en Pekín (1963) .... Clérigo
- A Jolly Bad Fellow, dir. Don Chaffey (1964) .... Willie Pugh-Smith
- Los héroes de Telemark (1965) .... Coronel Wilkinson
- The National Health, dir. Jack Gold (1973). .... Rees
- House of Mortal Sin, dir. Pete Walker (1976). .... Padre Duggan